# Perizoma fulvimacula
Perizoma fulvimacula là một loài bướm đêm trong họ Geometridae.